# Universal Description Discovery and Integration
Universal Description, Discovery and Integration (UDDI) – inicjatywa przemysłu informatycznego mająca na celu utworzenie uniwersalnego rejestru biznesowego usług sieciowych. Z chwilą opublikowania wersji 3 specyfikacji UDDI została przeniesiona pod egidę organizacji OASIS. UDDI została pierwotnie opracowana przez Ariba, IBM, Microsoft i inne firmy.
UDDI pozwoli oprogramowaniu automatycznie wykrywać i integrować usługi internetowe w sieci Internet. Przeglądarka UDDI umożliwi także przeglądanie użytkownikom informacji o rejestrze, który jest siecią serwerów internetowych podobnym do Domain Name System.
UDDI zawiera tzw. white pages, czyli adresy i kontakty, yellow pages (klasyfikacje przemysłowe) i green pages (opisy usług). Green pages zawierają wersję XML, typ szyfrowania i Document Type Definition (DTD) standardu.